# 루마니아인
루마니아인(루마니아어: români)은 루마니아어를 모국어로 사용하는 루마니아의 주요 민족 및 그 혈통을 말하거나, 루마니아의 국민을 가르킨다. 이들은 현재 대부분 루마니아와 몰도바에 살고 있는 것으로 나타났다.

## 언어
루마니아어를 쓴다.

## 종교
대부분 루마니아 정교회이다.

## 문화
루마니아의 문화는 주로 슬라브 문화와 융합되어 나타난다. 이는 다키아 멸망 이후 루마니아가 오랬동안 슬라브인이 세운 국가에 영향을 받았기 때문이다.

## 거주 국가
대부분 루마니아에 거주한다. 일부는 우크라이나, 러시아, 헝가리, 불가리아 등지에도 거주한다.

## 같이 보기

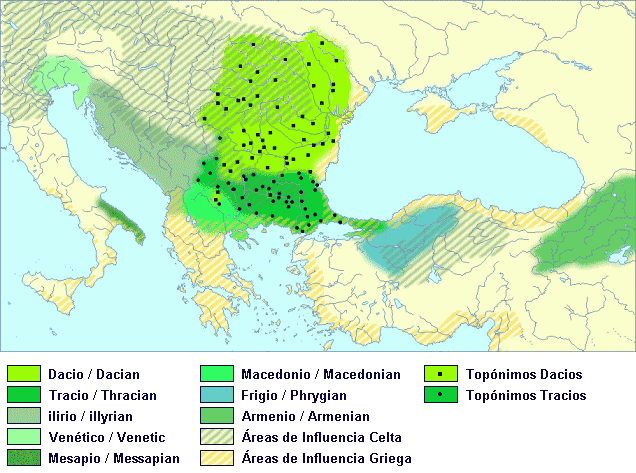
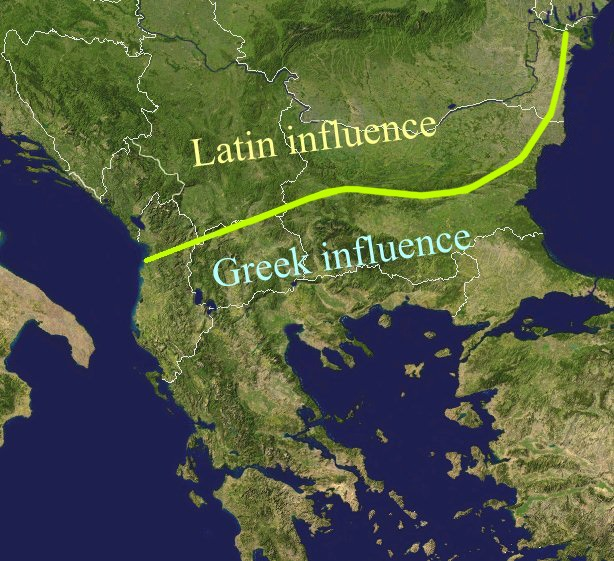
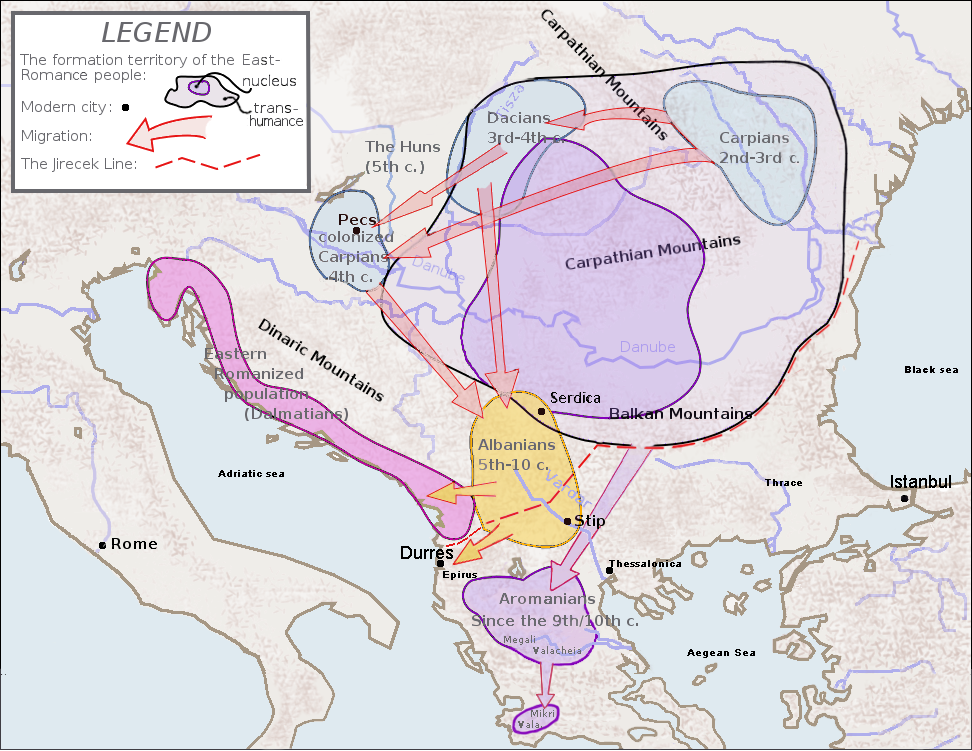
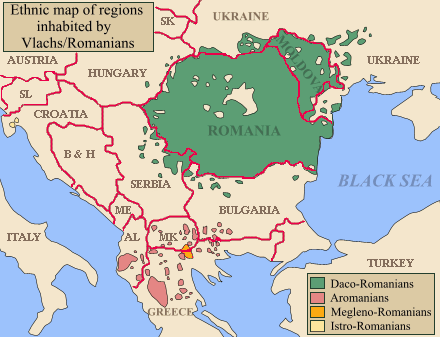
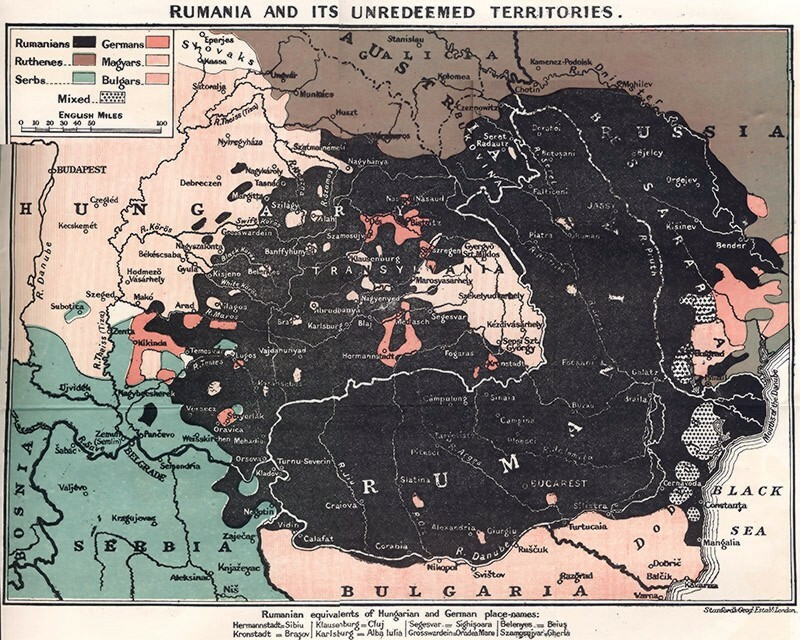
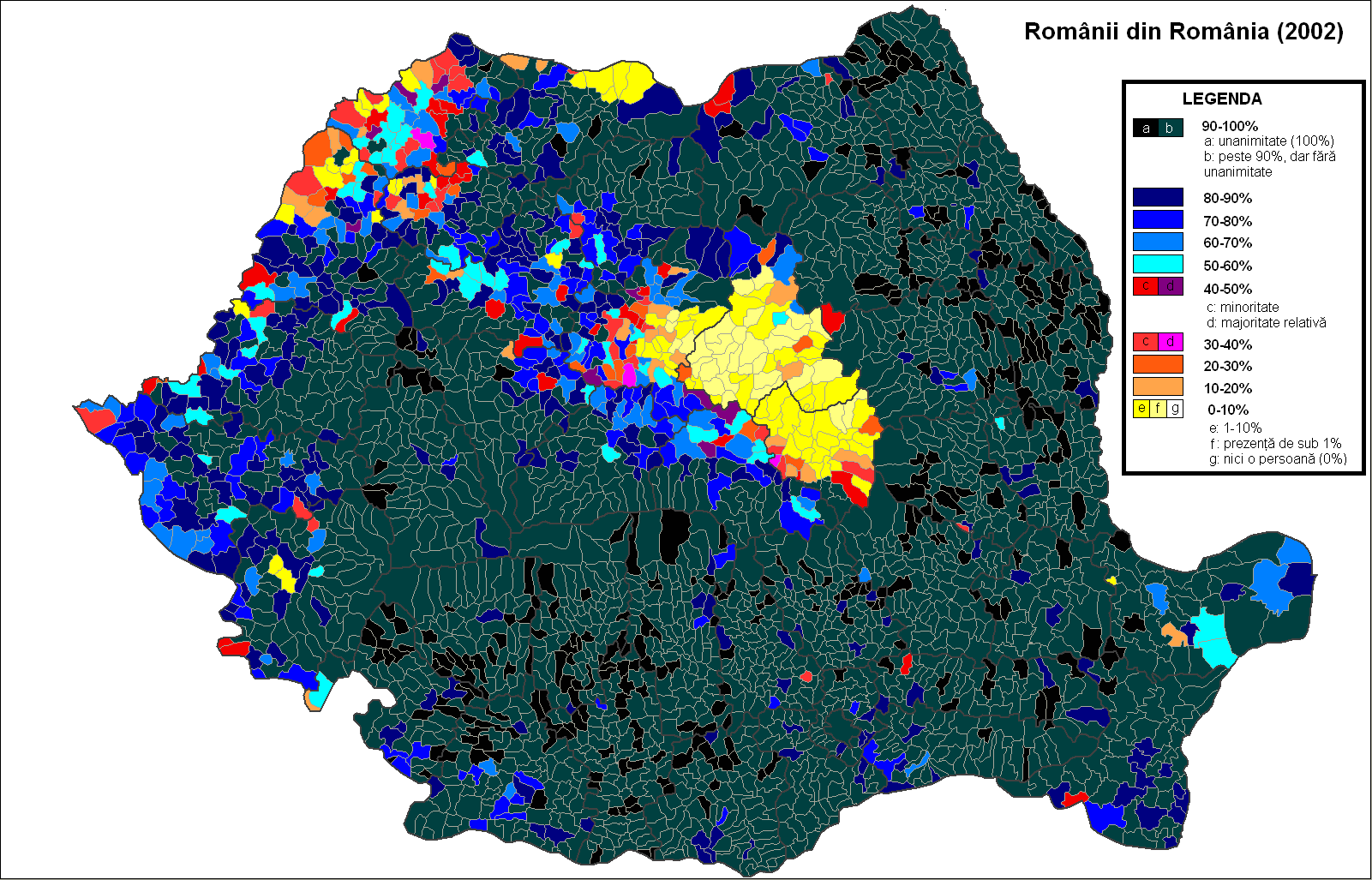
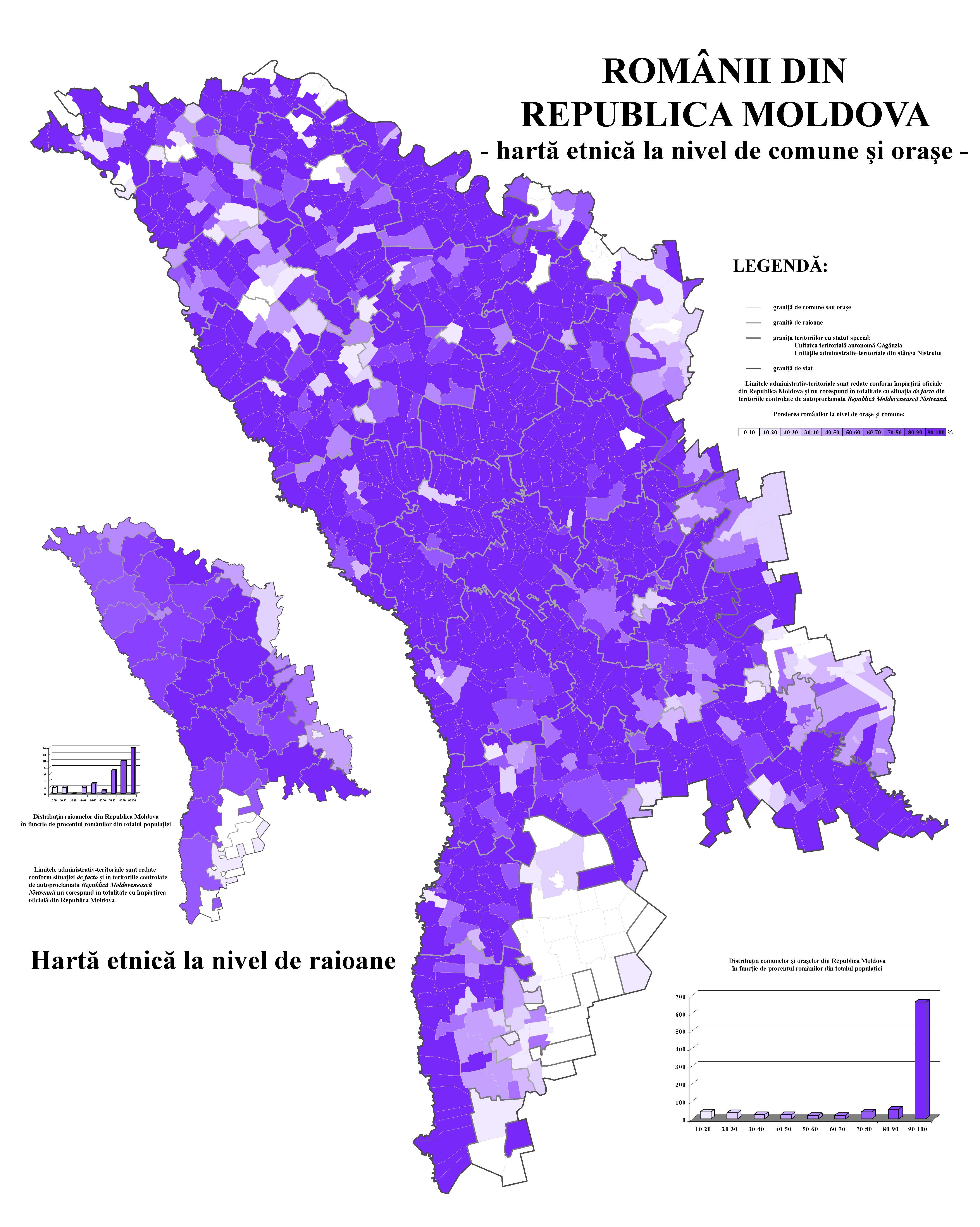
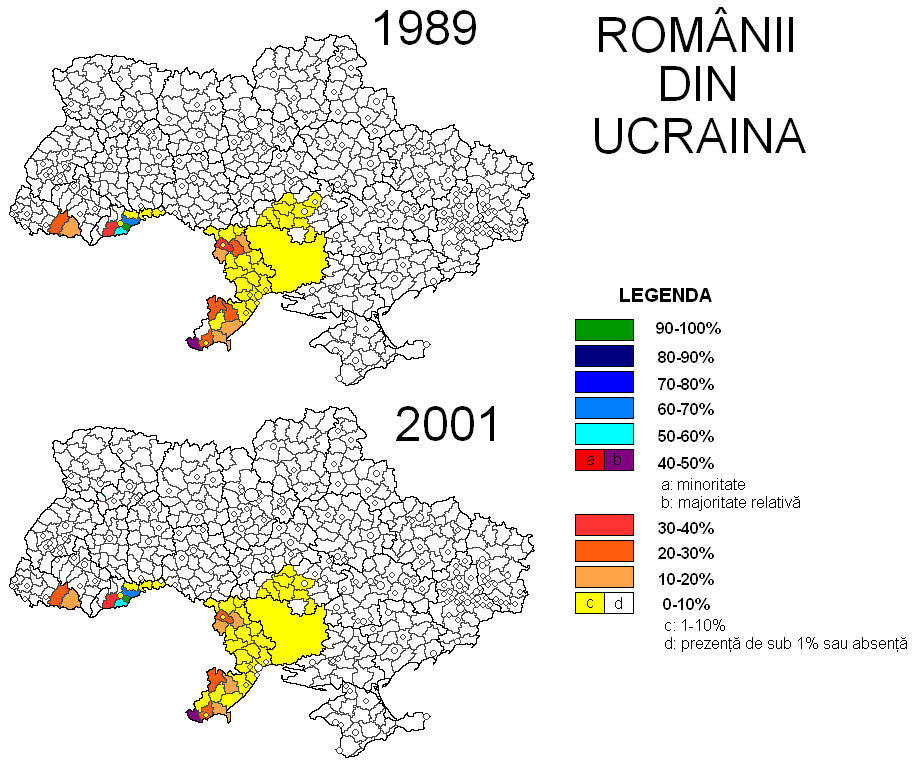
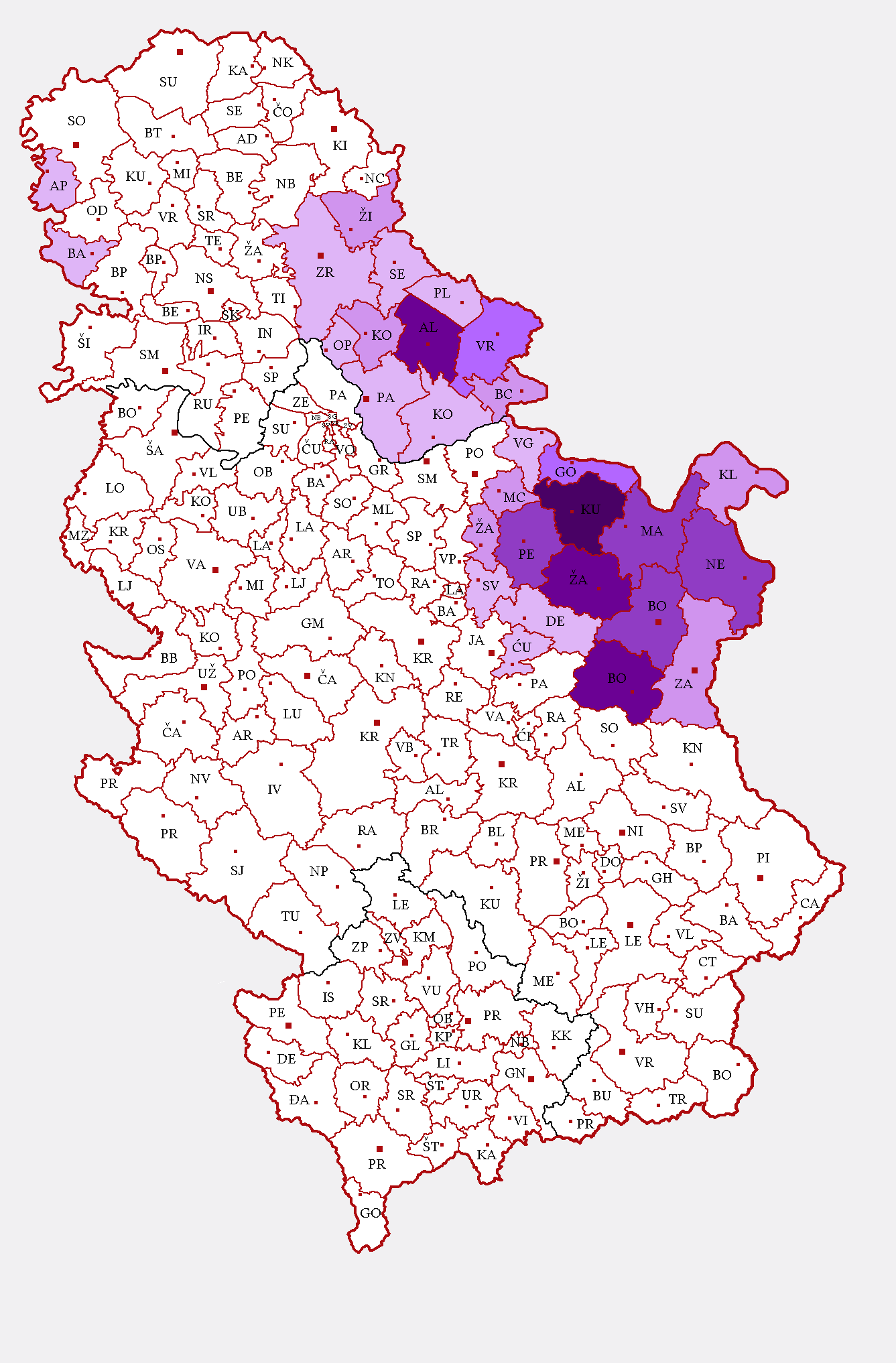

- 슬라브인
- 몰도바인
- 우크라이나인
- 불가리아인